# Paratuerta laminifera
Paratuerta laminifera är en fjärilsart som beskrevs av Saalmüller 1878. Paratuerta laminifera ingår i släktet Paratuerta och familjen nattflyn. Inga underarter finns listade i Catalogue of Life.